# Willis Reed
Willis Reed Jr. (Bernice (Louisiana), 25 juni 1942 – 21 maart 2023) was een Amerikaanse basketballer en basketbalcoach. Hij speelde heel zijn professionele carrière (1964-1974) bij de New York Knicks in de NBA. 

## Carrière
Reed speelde collegebasketbal voor de Grambling State Tigers van 1960 tot 1964. In de NBA draft van 1964 werd hij als achtste gekozen door de New York Knicks. In 1965 werd Reed verkozen tot NBA Rookie of the Year en werd verbonden aan het NBA All-Rookie Team. Met het team won hij het kampioenschap in 1970 en 1973. In 1970 werd hij de eerste speler in de geschiedenis van de NBA die zowel de MVP-prijs van het reguliere seizoen als de MVP Finals in een seizoen won. In datzelfde jaar werd hij ook verkozen tot de All-NBA first team en NBA All-Defensive first team. Ook na het winnen van de tweede NBA-titel van de Knicks in 1973 kreeg Reed de Finals MVP-prijs toegekend. Hij sloot zijn spelerscarrière in 1974 af na aanhoudende blessures.
Van 1977 tot 1978 was hij coach van de New York Knicks en van 1981 tot 1985 van de Creighton Bluejays. In 1985 keerde hij voor twee jaar terug naar de NBA en was assistent-coach bij de Atlanta Hawks onder Mike Fratello. Het seizoen erop was hij assistent bij de Sacramento Kings onder Bill Russell om van 1988 tot 1989 zijn coachingcarrière af te sluiten bij de New Jersey Nets als hoofdcoach. Na zijn carrière als speler en coach werd hij gepromoveerd tot algemeen directeur van de New Jersey Nets waar hij tot 2004 zou blijven. Van 2004 tot 2007 was hij nog algemeen directeur bij de New Orleans Hornets.
In 1982 werd Reed opgenomen in de Basketball Hall of Fame. In 1996 werd hij opgenomen in de lijst van 50 beste NBA-spelers aller tijden.

## Erelijst
- NBA-kampioen: 1970, 1973
- NBA Finals MVP: 1970, 1973
- NBA Most Valuable Player Award: 1970
- NBA All-Star: 1965, 1966, 1967, 1968, 1969, 1970, 1971
- NBA All-Star Game MVP: 1970
- All-NBA First Team: 1970
- All-NBA Second Team: 1967, 1968, 1969, 1971
- NBA All-Defensive First Team: 1970
- NBA Rookie of the Year: 1965
- NBA All-Rookie Team: 1965
- Pan-Amerikaanse Spelen: 1963
- NBA's 50th Anniversary All-Time Team
- NBA 75th Anniversary Team
- Nummer 19 teruggetrokken door de New York Knicks
- Basketball Hall of Fame: 1982
- College Basketball Hall of Fame: 2006

## Statistieken

### Reguliere seizoen
| Seizoen      | Team            | WG  | WS | MPW  | 2P%  | 3P% | FW%  | RPW  | APW | SPW | BPW | PPW  |
| ------------ | --------------- | --- | -- | ---- | ---- | --- | ---- | ---- | --- | --- | --- | ---- |
| 1964/65      | New York Knicks | 80  | —  | 38,0 | 43,2 | —   | 74,2 | 14,7 | 1,7 | —   | —   | 19,5 |
| 1965/66      | New York Knicks | 76  | —  | 33,4 | 43,4 | —   | 75,7 | 11,6 | 1,2 | —   | —   | 15,5 |
| 1966/67      | New York Knicks | 78  | —  | 36,2 | 48,9 | —   | 73,5 | 14,6 | 1,6 | —   | —   | 20,9 |
| 1967/68      | New York Knicks | 81  | —  | 35,5 | 49,0 | —   | 72,1 | 13,2 | 2,0 | —   | —   | 20,8 |
| 1968/69      | New York Knicks | 82  | —  | 37,9 | 52,1 | —   | 74,7 | 14,5 | 2,3 | —   | —   | 21,1 |
| 1969/70      | New York Knicks | 81  | —  | 38,1 | 50,7 | —   | 75,6 | 13,9 | 2,0 | —   | —   | 21,7 |
| 1970/71      | New York Knicks | 73  | —  | 39,1 | 46,2 | —   | 78,5 | 13,7 | 2,0 | —   | —   | 20,9 |
| 1971/72      | New York Knicks | 11  | —  | 33,0 | 43,8 | —   | 69,2 | 8,7  | 2,0 | —   | —   | 13,4 |
| 1972/73      | New York Knicks | 69  | —  | 27,2 | 47,4 | —   | 74,2 | 8,6  | 1,8 | —   | —   | 11,0 |
| 1973/74      | New York Knicks | 19  | —  | 26,3 | 45,7 | —   | 79,2 | 7,4  | 1,6 | 0,6 | 1,1 | 11,1 |
| Carrière     | Carrière        | 650 | —  | 35,5 | 47,6 | —   | 74,7 | 12,9 | 1,8 | 0,6 | 1,1 | 18,7 |
| NBA All-Star | NBA All-Star    | 7   | 4  | 23,0 | 45,2 | —   | 75,0 | 8,3  | 1,0 | —   | —   | 12,6 |

### Play-offs
| Seizoen  | Team            | WG | WS | MPW  | 2P%  | 3P% | FW%  | RPW  | APW | SPW | BPW | PPW  |
| -------- | --------------- | -- | -- | ---- | ---- | --- | ---- | ---- | --- | --- | --- | ---- |
| 1966/67  | New York Knicks | 4  | —  | 37,0 | 53,8 | —   | 96,0 | 13,8 | 1,8 | —   | —   | 27,5 |
| 1967/68  | New York Knicks | 6  | —  | 35,0 | 54,1 | —   | 73,3 | 10,3 | 1,8 | —   | —   | 21,3 |
| 1968/69  | New York Knicks | 10 | —  | 42,9 | 51,0 | —   | 78,6 | 14,1 | 1,9 | —   | —   | 25,7 |
| 1969/70  | New York Knicks | 18 | —  | 40,7 | 47,1 | —   | 73,7 | 13,8 | 2,8 | —   | —   | 23,7 |
| 1970/71  | New York Knicks | 12 | —  | 42,0 | 41,3 | —   | 66,7 | 12,0 | 2,3 | —   | —   | 15,7 |
| 1972/73  | New York Knicks | 17 | —  | 28,6 | 46,6 | —   | 85,7 | 7,6  | 1,8 | —   | —   | 12,8 |
| 1973/74  | New York Knicks | 11 | —  | 12,0 | 37,8 | —   | 60,0 | 2,0  | 0,4 | 0,2 | 0,0 | 3,4  |
| Carrière | Carrière        | 78 | —  | 33,9 | 47,4 | —   | 76,5 | 10,3 | 1,9 | 0,2 | 0,0 | 17,4 |

6 Riordan · 
9 Stallworth · 
10 Frazier · 
12 Barnett · 
16 Warren · 
17 Bowman · 
18 Jackson · 
19 Reed · 
20 Hosket · 
22 DeBusschere · 
24 Bradley · 
33 Russell · 
Coach Holzman
7 Meminger · 
10 Frazier · 
12 Barnett · 
15 Monroe · 
17 Bibby · 
18 Jackson · 
19 Reed · 
22 DeBusschere · 
24 Bradley · 
32 Lucas · 
40 Gianelli · 
43 Wingo · 
Coach Holzman